# Parafia św. Józefa Oblubieńca Najświętszej Maryi Panny w Łodzi
Parafia pw. Świętego Józefa Oblubieńca NMP w Łodzi – parafia rzymskokatolicka znajdująca się w archidiecezji łódzkiej w dekanacie Łódź-Bałuty. Erygowana w 1909. Mieści się przy ulicy Ogrodowej. Kościół parafialny drewniany wybudowany w 1765, przeniesiony na obecne miejsce w 1888, rozbudowany w latach 1911–1914. 

## Proboszczowie
- 1910–1915: ks. inf. Henryk Przeździecki, późniejszy biskup podlaski,
- 1915–1922: ks. prał. Bronisław Sienicki,
- 1922–1968: ks. prał. Walenty Małczyński,
- 1952–1968: ks. kan. Stanisław Lesiewicz,
- 1968–1984: ks. Tadeusz Kowalczyk,
- 1984–2002: ks. kan. Dionizy Markiewicz,
- 1 września 2002 – 26 kwietnia 2013: ks. kan. Franciszek Semik.
- od 28 maja 2013: ks. Adam Bajer vel Bojer